# 45 ق هـ
45 ق هـ هي السنة الخامسة والأربعون السابقة للهجرة النبوية، وهي توافق ما بين سنتي 578 و579 حسب التقويم الميلادي، أي أنها بدأت في سنة 578م وانتهت في سنة 579م.

## مواليد
- عبد يغوث الحارثي

## وفيات
- عمرو بن هند